# Cornelis Calkoen (1639-1710)
Cornelis Calkoen ook Kal(c)koen of Calcoen (Amsterdam, 6 december 1639 - Amsterdam, 2 november 1710) was een groothandelaar in lakenstoffen, Italiaanse en Levantse zijdestoffen, Turks garen en een blauwverver. Hij vervulde diverse regentenfuncties in Amsterdam.

## Leven en werk
Calkoen was een zoon van Claes Calkoen (1612-1687) en Elisabeth Danckerts (1611-1670). In 1672 werd hij aangesteld  als luitenant van de schutterij, in 1686 volgde zijn bevordering tot kapitein. Hij was in de jaren 1696, 1698, 1700 en 1703 schepen van Amsterdam. In 1700 werd gekozen tot lid van de vroedschap. Hij was reder en directeur van de Levantse Handel. Hij vervulde diverse regentenfuncties, zo was hij assurantiemeester, commissaris van de wisselbank, commissaris van zeezaken, weesmeester en kerkmeester van zowel de Zuider- als de Westerkerk.
Calkoen is drie maal getrouwd geweest. Op 2 februari 1666 trouwde hij met Petronella Haack (1638-1683), dochter van papierkoper Pieter Haack en Maria van Balck. Het echtpaar kreeg elf kinderen. Op 25 januari 1684 trouwde hij met Anna Munter, (1646-1694) dochter van Joan Munter, bewindhebber van de VOC en Margarieta Geelvinck. Op 30 november 1694 trouwde hij met Maria van der Merct (1638-1719). Zij is in 1683 afgebeeld als regentes van het Burgerweeshuis door Adriaen Backer.

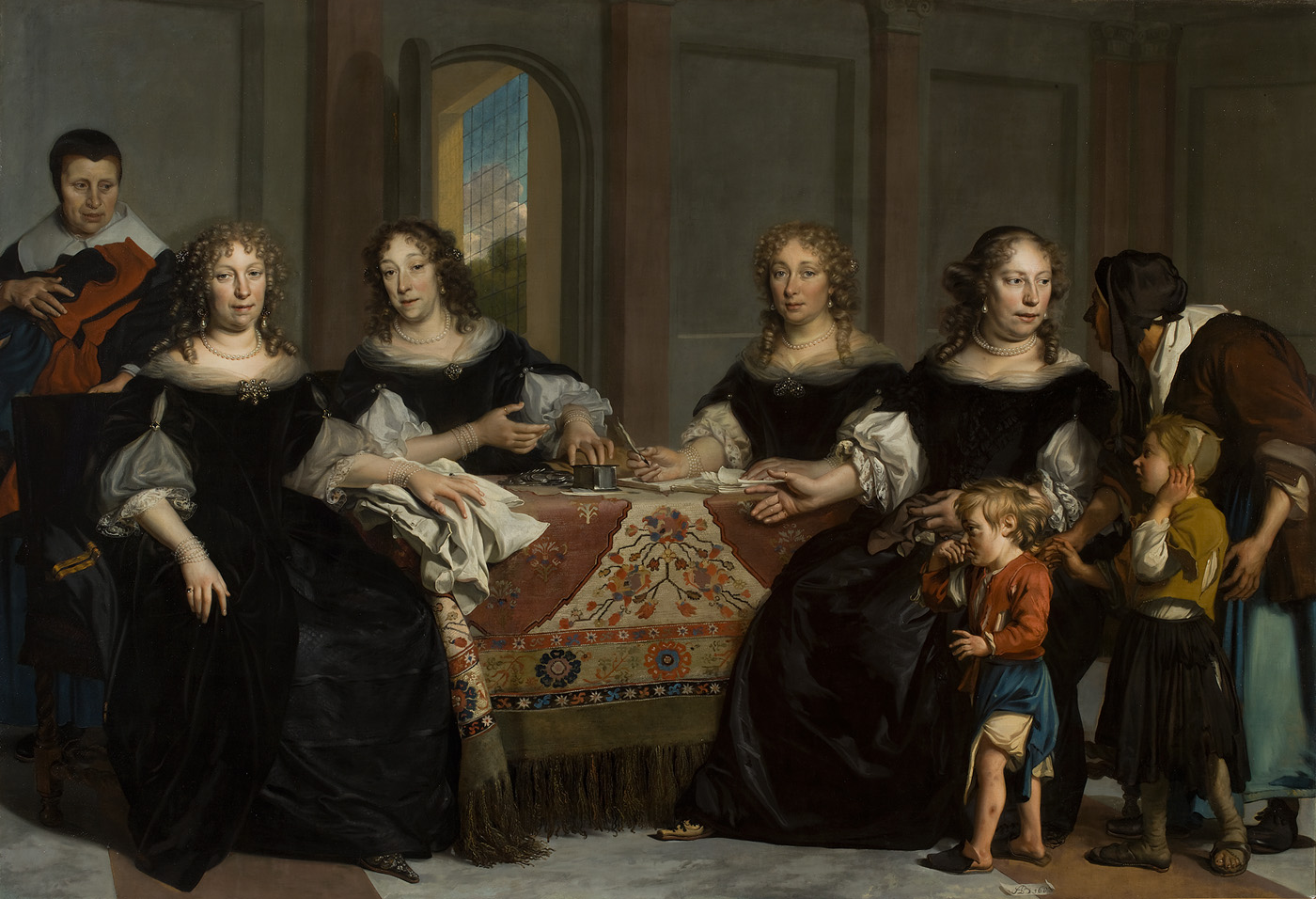
Regentessen van Burgerweeshuis in 1683, rechts Maria van de Merct, vervolgens de vrouw van Cornelis Valckenier dan de vrouw van Isaac Jan Nijs en uiterst links de vrouw van Johannes Hudde. Let ook op het gebedskleed over de tafel. Amsterdams Historisch Museum